# L'Empreinte du faux
L'Empreinte du faux (The Tremor of Forgery) est un roman psychologique de Patricia Highsmith publié en 1969.
Il a été publié en France la même année chez Calmann-Lévy. Il a été publié par la suite au Livre de poche, n°3944.
Le récit, qui se déroule uniquement en Tunisie, évoque les difficultés psychologiques que connaît Howard Ingham, un jeune écrivain américain qui n'arrive pas à se décider s'il doit ou non épouser une jeune femme, Ina, qu'il fréquente depuis plusieurs mois. Les choses évoluent lorsque, se faisant cambrioler en pleine nuit, il lance sa machine à écrire à la tête du cambrioleur, sans savoir s'il l'a blessé ou tué. Par ailleurs l'arrivée inattendue en Tunisie de sa fiancée va le mettre au pied du mur.

## Personnages
- Howard Ingham : environ 25 ans, écrivain américain.
- Anders Jensen : environ 40 ans, peintre danois, homosexuel.
- Francis Adams (dit « OWL » : Our Way of Life. ) : environ 45 ans, radio-émetteur américain.
- Ina Pallant : environ 25 ans, scénariste à CBS.
- Mokta : employé arabe de la résidence dans laquelle résident Howard, Anders et Francis.
- Abdullah : cambrioleur supposé, dont on ignore s'il a été blessé ou tué.
- John Castlewood (cité seulement) : cinéaste américain.
- Hasso : chien d'Anders Jensen.

## Résumé
Le récit se déroule en juin, juillet et août 1967. L'actualité internationale est scandée par la Guerre des Six Jours et ses suites immédiates.
Le héros du récit, Howard Ingham, âgé d'environ 25 ans, est un écrivain américain. Venu à Hammamet en Tunisie, il doit contribuer à l'adaptation au cinéma d'un roman qu’il a écrit. Il attend son ami, le réalisateur John Castlewood, qui doit arriver dans les prochains jours. Or de manière inexplicable, ce dernier a un retard inattendu et ne donne aucune nouvelle. Howard attend aussi des nouvelles de sa fiancée, Ina Pallant, qui tarde à lui écrire. Au demeurant Howard souffre d'une rupture amoureuse qu'il a subie 18 mois auparavant : Charlotte (dite « Lotte ») l'a quitté pour se marier avec un autre homme. Quoi qu'il en soit, Howard en profite pour avancer dans l'écriture de son nouveau roman, qu'il a entamée en Tunisie.
Les jours passent et il n’a aucune nouvelle du réalisateur et d'Ina. Il noue une amitié virile avec ses voisins de bungalows, le peintre danois Anders Jensen, qui est homosexuel et qui ne cache pas ses goûts pour les relations tarifées masculines, et Francis Adams, un Américain mystique qui ne croit qu'en l'Amérique, en Dieu, en la Démocratie et dans le combat contre le Communisme. De fil en aiguille, Howard finit par le surnommer « OWL », de l'expression Our Way of Life (« mode de vie américain »). Au bout de quelques jours, Francis lui révèle que son activité, secrète, consiste à diffuser par voie radiophonique des messages de propagande en direction des pays du Bloc de l'Est.
Howard reçoit alors un courrier d'un de ses collègues de travail qui lui apprend que le réalisateur John Castlewood s'est récemment suicidé. Quelques jours après, il reçoit un second courrier, émanant d'Ina, qui lui révèle que Castlewood était tombé amoureux d'elle, qu'elle avait eu une brève liaison avec lui (d'une dizaine de jours) mais qu'elle avait refusé de s'engager plus avant avec lui, préférant se marier avec Howard. Le suicide de Castlewood est en lien direct avec le refus d'Ina de répondre à ses avances, et l'homme s'est d'ailleurs suicidé dans l'appartement d'Howard !
L'actualité internationale, dominée par les suites de la Guerre des Six Jours, fait réagir les masses en Tunisie (manifestations, insultes, caillassages de voitures, etc.). Howard se demande s'il doit retourner à New York et donc quitter le pays, ou y rester pour terminer son roman, sachant que Castelwood avait payé les deux premiers mois de location d'un bungalow. Il décide de rester pour l'instant à Hammamet. Anders Jensen est bouleversé par la disparition de son chien Hasso : il en veut à tous les Arabes et déclare les détester.
Une nuit, Howard est réveillé par un bruit menaçant. Constatant qu'un inconnu essaie de pénétrer dans son bungalow, il prend peur et jette de toutes ses forces sa machine à écrire à la tête du cambrioleur. L'homme est assommé et saigne abondamment. Howard récupère la machine à écrire, repousse violemment le cambrioleur (un Arabe) et referme la porte d'entrée. Le lendemain, l’homme n'est plus devant sa porte (parti par ses propres moyens ? cadavre récupéré par des complices ?) et Francis Adams lui pose des questions sur les événements nocturnes. Howard décide de ne pas commenter son action et déclare que, si effectivement il a été réveillé en pleine nuit par du tapage, il ne sait pas ce qu'il s'est exactement passé. Sa machine à écrire ayant été détériorée dans l'incident, il se rend à Tunis pour la faire réparer, en cachette de Francis Adams.
Francis Adams fait une « petite enquête » : le cambrioleur s'appellerait Abdullah et aurait tenté de pénétrer dans un bungalow la nuit. Il serait peut-être mort de ses blessures. Des Français dormant dans le bungalow situé près de celui d'Howard ont affirmé que c'est ce dernier qui aurait blessé l’homme. Questionné par Adams, Howard maintient ses dénégations, ne voulant pas s'expliquer à ce compatriote obsédé par la religion et la nécessité selon lui de toujours dire la vérité et toute la vérité. D'ailleurs Howard ne se sent pas coupable, estimant avoir agi en état de légitime défense. Manifestement, Francis Adams ne croit pas ses dénégations. Une semaine après, ne supportant plus de vivre dans ce bungalow qui lui rappelle de mauvais souvenirs, Howard change de lieu de résidence et emménage dans un bungalow plus grand.
C'est alors qu'il apprend l'arrivée prochaine en Tunisie de sa fiancée. C'est inattendu ! La jeune femme arrive effectivement le jour dit à l'aéroport. Le couple ne pouvant pas résider ensemble dans le bungalow qu'il a récemment loué, Howard lui loue une chambre dans un hôtel luxueux. Les retrouvailles sont intenses, et Howard ne tarde pas à lui présenter Anders Jensen et Francis Adams. Ce dernier profite d'un tête-à-tête avec Ina pour lui parler des événements qui se sont déroulés quelques semaines auparavant et de ses soupçons sur le comportement réel d'Howard. Dans les jours qui suivent, Ina interroge Howard sur les événements nocturnes et Howard maintient la version qu'il avait donnée à Francis Adams. Par la suite, une gêne s'installe entre eux, Ina ne croyant pas (comme Francis) ses dénégations. La gêne est d'autant plus grande qu'Howard se pose des questions sur l'ampleur de son amour à l'égard d'Ina, et des sentiments de celle-ci à son égard. En fin de compte, il décide de dire toute la vérité à Ina. Or la révélation de la vérité, loin de régler la gêne, l'accroît, Ina ne comprenant pas, d'une part qu'il n'ait pas dénoncé le cambriolage à la police, et d'autre part l'état de légitime défense.
Un soir, alors qu'il est chez Anders, Howard entend des aboiements. C'est le chien Hasso qui est revenu ! Manifestement, il a été capturé par des inconnus, sans doute des Arabes, et le chien s'est échappé et a retrouvé son chemin. Anders Jensen ressent un intense soulagement, qui le conduira quelques jours après à se décider de quitter la Tunisie et de retourner au Danemark.
Pour sa part, Howard en est arrivé à la conclusion qu'il n'est pas réellement amoureux d'Ina et qu'il est toujours amoureux de Charlotte (dite « Lotte »). Ina et lui ont une longue discussion et constatent le désir d'Howard de ne pas se marier. Il raccompagne Ina à l'aéroport, d'où la jeune femme s'envole seule vers Paris. Jensen lui-aussi quitte la Tunisie et propose à Howard de l'accompagner au Danemark. Bien qu'ému et intéressé par la proposition du peintre, devenu au cours de ces semaines un véritable ami, Howard décline l'invitation : il va finir la rédaction de son roman et retourner chez lui, à New York.
Une surprise attend Howard alors qu'il a fini son roman et s'apprête à quitter la Tunisie : il reçoit un courrier de Charlotte qui lui annonce sa rupture avec son mari, et lui propose de boire un verre ensemble dès qu'il sera rentré à New York. C'est sous ces nouvelles et favorables perspectives qu'Howard quitte la Tunisie.